# Мечеть Гейдара
Мечеть Гейдара (азерб. Heydər Məscidi) — мечеть в Бінагадфінському районі міста Баку. Названа на честь президента Азербайджану Гейдара Алієва.  

## Історія
Розпорядження про будівництво Мечеті Гейдара було дано сином і наступником Гейдара Алієва, президентом Азербайджану Ільхамом Алієвим, в середині 2012 року. Будівельні роботи були розпочаті у вересні 2012 року і завершені в рекордно короткі терміни наприкінці 2014 року.
26 грудня 2014 року відбулася офіційна церемонія відкриття мечеті, в якій взяли участь глава Азербайджанської Республіки Ільхам Алієв, його дружина Мехрібан Алієва, голова Координаційної ради муфтіїв Північного Кавказу і муфтій Карачаєво-Черкесії Ісмаїл Бердиєв, Голова Бакинської і Азербайджанської єпархії Російської православної церкви — отець Олександр, голова Бакинської релігійної громади гірських євреїв Мелих Євдаев, повноважний представник Управління мусульман Кавказу в Російській Федерації Шафік Пшихачев і голова Управління мусульман Кавказу шейх-уль-іслам Аллахшукюр Пашазаде.

## Архітектура
Загальна площа мечеті разом з прилеглою територією становить 12.000 м2. Площа самої мечеті 4200 м2. Фасад облицьований спеціальним каменем в стилі Ширван-Абшеронської архітектури. Висота кожного з чотирьох мінаретів становить 95 метрів. Усередині мечеті використані спеціальні елементи прикрас, а по краях купола висічені аяти з священного Корану. Висота основного купола 55 метрів, другого купола — 35 метрів.

## Адреса мечеті
Мечеть розташована за адресою: місто Баку, Бінагадінський район, вулиця Гамзи Бабашова, AZ 1107.